# Institute Benjamenta
Institute Benjamenta, or This Dream People Call Human Life è un film del 1995 diretto da Stephen e Timothy Quay.
Il soggetto è tratto dal romanzo Jakob von Gunten, di Robert Walser. Il film intervalla sequenze di animazione a passo uno a riprese di attori in carne ossa.

## Trama
Herr e Lisa Benjamenta, fratello e sorella, dirigono una scuola per la formazione professionale di domestici. Quando il giovane Jakob comincia a frequentare l'istituto, Lisa si invaghisce di lui. Jakob, insofferente dell'ambiente chiuso e oppressivo della scuola, comincia a provocare i due fratelli.

## Distribuzione
In Italia il film è stato presentato in concorso al XVI Fantafestival di Roma (1996).